# 펜페이퍼앤플랏
Idea, Media, Innovation을 모토로 하는 펜페이퍼앤플랏은 스웨덴 스톡홀름에서 출발한 마케팅 에이젼시 하세스트와 한국의 가장 대표적인 크리에이티브 디지털 컨텐츠 제작 프로덕션 회사 유브갓픽쳐스가 만나 2019년 5월 서울 한남동에서 태어난 디지털 마케팅 에이젼시로, 크리에이티브 영역에 강점을 둔 디지털 마케팅을 하기 위해 태어난 회사이다.

## 하세스트와 유브갓픽쳐스의 합병 과정
1990년대 후반 한국 인디뮤직 레이블이자 한국 하드코어와 펑크 음악을 소개하였던 전문 레이블 성향의 GMC Records를 이끌었던 대표 이하석이 스웨덴 스톡홀름 이주 후 스웨덴 패션 브랜드에서 세일즈 메니져로 시작하여 전문 마케터로서의 변신을 하며 2014년 설립하였던 하세스트가 2017년 서울 사무실이 개업하면서 한국으로 재이주를 하였고, 하세스트 홈페이지에 따르면 국내외 30여개 이상의 클라이언트 상대로 마케팅 및 브랜딩을 하였다. 2018년 이하석이 강연자로 나섰던 이메일 마케팅 서비스 업체인 스티비와의 세미나에서 참석자로 온 유브갓픽쳐스의 대표였던 금정현을 만나게되고 여러 프로젝트를 공동으로 진행하지만 상황상 모든 일들이 실패가 되었고, 2019년 유브갓픽쳐스의 금정현은 하세스트의 합병을 제안하였고 이하석은 오랜 기간의 생각없이 합병을 수락하게 된다. 하세스트의 이하석은 유브갓픽쳐스의 CMO로서 그로스 마케팅 팀인 펜페이퍼앤플랏의 공동 창업자 및 CMO가 되었고, 이 합병으로 디지털 컨텐츠 프로덕션사로서 확고한 정점을 찍고 있었던 유브갓픽쳐스는 디지털 마케팅 팀을 계열사로 만들게 되어 더욱 큰 비즈니스 모델을 만들 수 있는 발판을 마련하게 되었다.

## 펜페이퍼앤플랏 주요 서비스
2019년 6월 시점에서 현재 서비스로 진행하고 있는 부분은 크게 컨텐츠 마케팅, 전환율 최적화, 이메일 마케팅, 문자메시지 자동화, 브랜딩등을 하고 있고, 가장 상위 서비스로 랜딩페이지, 이메일 마케팅, 문자 메시지 자동화, 사이트상에서의 리타게팅을 패키지로 하는 C-Rank TagMaster로 한국내에서는 독보적인 기술로 해외 유수 플랫폼의 API를 통한 10여개 이상의 어플리케이션을 통합한 서비스로 현재 닥터로빈의 부킹 시스템과 많은 스타트업과 소비재 기업들의 세일즈퍼널 구조 디자인과 자동화를 구현하고 있다.

## 컨텐츠 마케팅 서밋
펜페이퍼앤플랏의 이하석이 한국의 디지털 마케팅 서밋과 함께 한국의 대표적인 마케팅 서밋인 컨텐츠 마케팅 서밋에서 이메일 마케팅을 주제로 "아주 오래된 아주 새로운"이란 주제로 이메일 마케팅 강연을 하게 되었고 마케팅 서밋에서는 이메일 마케팅이 다시 떠오름과 함께 몇 천 명 규모의 큰 강연에서 공개된 이메일 마케팅이어서 큰 주목을 받았다. 강연은 2019년 8월 유튜브로 배포되었다.

## 펜페이퍼앤플랏 계열 관계사
유브갓픽쳐스 : You've Got Pictures, 대기업들을 클라이언트로 하는 디지털 영상 프로덕션이자 대행사
밀브릭 : millbrick,  패션 및 화장품등을 주로 클라이언트로 하는 크리에이티브 디지털 영상 프로덕션
글래드 스튜디오 : Glad Studio, 성우 녹음 및 포스트프로덕션 전문 녹음스튜디오

## 패스트캠퍼스
한국의 대표적인 커리어를 위한 온라인 교육 기관인 패스트캠퍼스에서 2019년 12월 Growth Marketing 올인원 패키지 강좌를 오픈 보관됨 2020-02-20 - 웨이백 머신하였다. 관련 동영상

## 디지털 마케팅 서밋
2019년에 이어 디지털 마케팅 서밋 2020에 Growth Marketing 주제로 강연을 하게 되었다.

## 해외 SaaS 파트너쉽
2019년 ConvertKit, ConvertFlow, Fomo 보관됨 2020-02-20 - 웨이백 머신, Optimonk와 같은 해외 어플리케이션의 공식 한국 파트너가 되었다. [관련 기사 : 디지털 타임즈] [관련 페이지 : 펜페이퍼앤플랏 보관됨 2020-02-20 - 웨이백 머신 ]